# Schänzle (Buchheim)
Das Schänzle ist eine abgegangene Höhenburg im Donautal auf einer 740 m ü. NHN hohen Bergkuppe, rund 3100 Meter nordwestlich der Gemeinde Buchheim im Landkreis Tuttlingen in Baden-Württemberg. Dieser Hinweis erschließt sich bis jetzt nur durch den Flurnamen Schänzle.